# Thermen van Caracalla
De Thermen van Caracalla (Latijn:Thermae Antoninianae) is een badinrichting die de Romeinse keizer Septimius Severus en zijn zoon Caracalla lieten bouwen. Omdat zij tijdens de regeerperiode van de laatste werd geopend, in 216 of 217, is zij naar hem vernoemd.
Met zijn oppervlakte van ongeveer 11 ha was het het grootste thermencomplex tot dan toe; het bood plaats aan 2500 gasten van wie er 1600 tegelijk konden baden. De imposante ruïnes van de thermen met restanten van schitterende mozaïeken zijn in Rome nog te zien aan de avenue "Viale delle Terme di Caracalla". 
 's Zomers worden de ruïnes gebruikt voor het opvoeren van schilderachtige Italiaanse opera's in de open lucht.

## Thermen in Rome
De thermen van Caracalla kunnen als het schoolvoorbeeld voor thermen gezien worden. Deze voldeed aan alle eisen waaraan de thermen in het Romeinse Rijk moesten voldoen.
De thermen van Caracalla vallen op in de massa van badhuizen en thermen. Voorop zijn het keizerlijke thermen. Keizer Septimius Severus begon in 206 met de voorbereidingen van de bouw. Zijn zoon Caracalla voltooide het centrale gebouw waar later de keizers Elagabalus en Alexander Severus de buitenste gedeeltes en de decoraties voltooiden. Caracalla opende het complex in 217 met de naam Thermae Antoninianae. Antoninianae is afgeleid van de naam Marcus Aurelius Severus Antoninus Pius Felix Augustus, die Caracalla kreeg toen zijn vader zich adopteerde in de familie van Marcus Aurelius.
Al voor de regering van Caracalla hadden diverse keizers badhuizen en thermen voor het volk laten bouwen. De eerste keizerlijke thermen, de thermen van Agrippa, werden onder keizer Augustus gebouwd, al waren deze echter voor privégebruik bedoeld. Dit complex had nog geen eigen sportfaciliteiten, maar er kon gesport worden op het naastgelegen Marsveld. De achterkleinzoon van Agrippa, Nero, bouwde later zijn badhuis aan de thermen van Agrippa, waardoor dit één groot complex werd. De thermen van Nero zetten de standaard voor keizerlijke thermen. Deze standaard werd bijvoorbeeld gekenmerkt door het symmetrische grondplan van de thermen. Deze standaard is ook toegepast bij de Thermen van Trajanus (Thermae Traiani). Tijdens de regering van Trajanus en Hadrianus zijn de meeste badhuizen gebouwd. In deze periode was het Romeinse Rijk op zijn grootst en zeer welvarend. De thermen van Caracalla waren na de thermen van Trajanus de eerst volgende keizerlijke thermen.

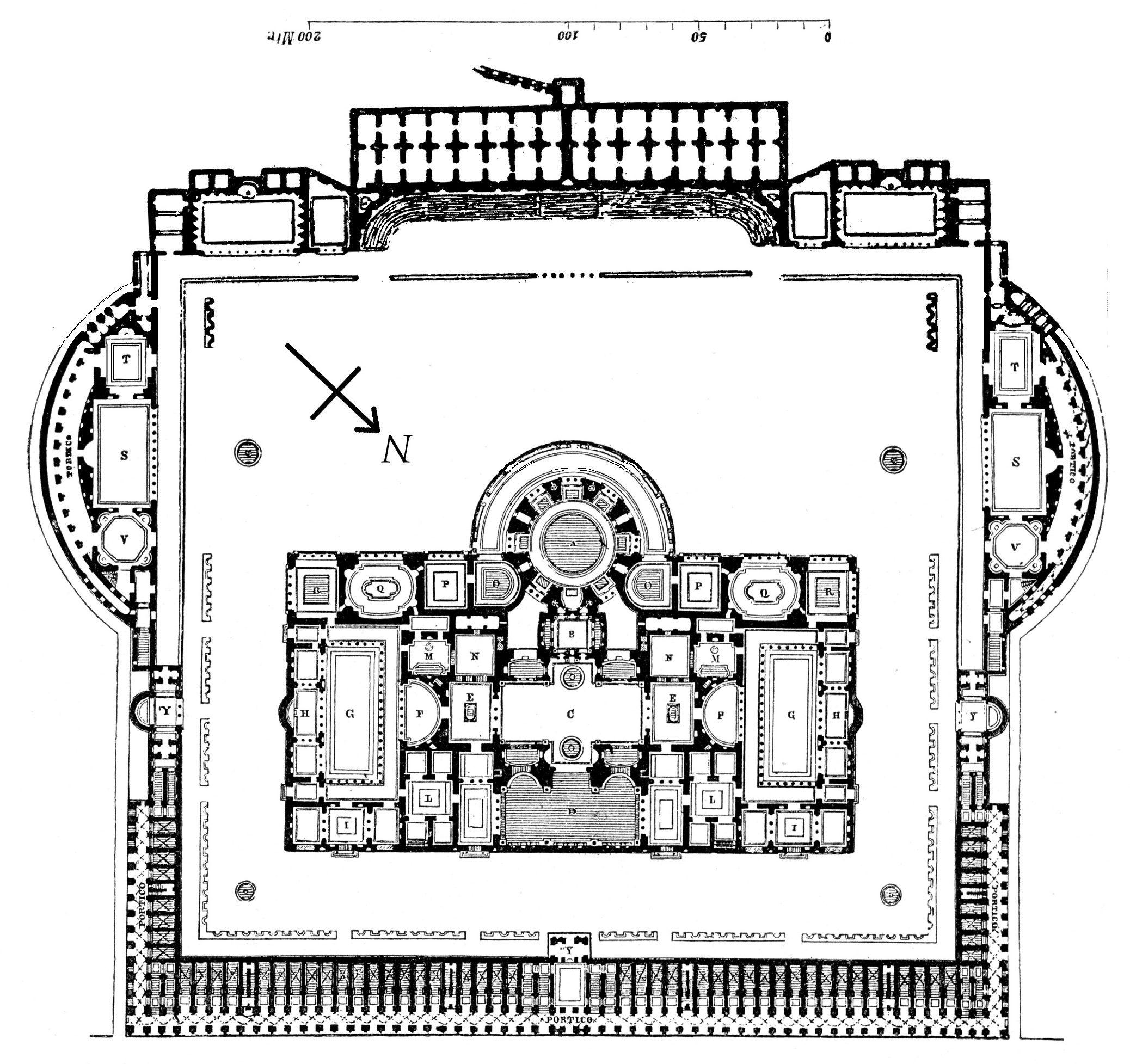
Grondplan van de Thermen

## Indeling van de thermen
De thermen van Caracalla zijn uitzonderlijk in lijn van keizerlijke thermen vanwege de omvang, locatie en de mogelijkheden die het haar gasten bood, maar vooral ook om de decoraties. Te beginnen met de omvang. De thermen had een oppervlakte van 120.000 m². Zo’n groot complex kon, zoals de eerder gebouwde thermen, niet in de stad liggen. Doordat de thermen destijds buiten de stad zijn gebouwd, verkeren ze vandaag de dag nog in zeer goede staat. De thermen zijn langs de Via Appia gebouwd, in een wijk waar de kapitaalkrachtigen van Rome woonden. De ruimte van het landelijk gelegen gebied bood de mogelijkheid om de thermen groots aan te pakken. Zo bevonden zich naast het badhuis ook twee bibliotheken, winkels, kantoren, tuinen, terrassen, de waterreservoirs en een speciaal aangelegd aquaduct. Het aquaduct was een directe vertakking van de centrale lijn naar Rome. Deze vertakking verzorgde de watertoevoer van de thermen. Het badhuis was indrukwekkend groot. Er konden 1600 Romeinen tegelijkertijd baden. Het baden werd in een bepaalde volgorde gedaan. Allereerst ging men naar het frigidarium (koude ruimte) waarna het tepidarium (warme ruimte) werd aangedaan en afsluitend werd er een heet bad genomen in het caldarium (hete ruimte). 

Het frigidarium (de koude ruimte) was, zoals alle keizerlijke thermen, aan twee zijdes begrensd met een kruisgewelf opgebouwd uit een constructie van drie bogen. Het caldarium was imponerend om zijn centrale bouw die werd bekroond door een van brons vergulde koepel. Door de symmetrie zijn aan beide kanten van hoofdas gelijke ruimtes met gelijke doelen. Er waren zodoende twee routes die de bezoeker kon afleggen. Na het bezoeken van de drie eerder genoemde baden, maakten de Romeinen gebruik van de overige faciliteiten, zoals zwemmen in het natatio (niet overdekt zwembad), sporten op het palaestrum, zonnen of wandelen. Naast de genoemde baden en de palaestra waren er ontvangstruimtes, kleedkamers, warmte kamers, zweetruimtes en massage ruimtes. Het palaestrum werd aan drie zijden omringd door een zuilengalerij. Vanaf de zuilen was er een etage zodat de sporters van boven konden worden bekeken.

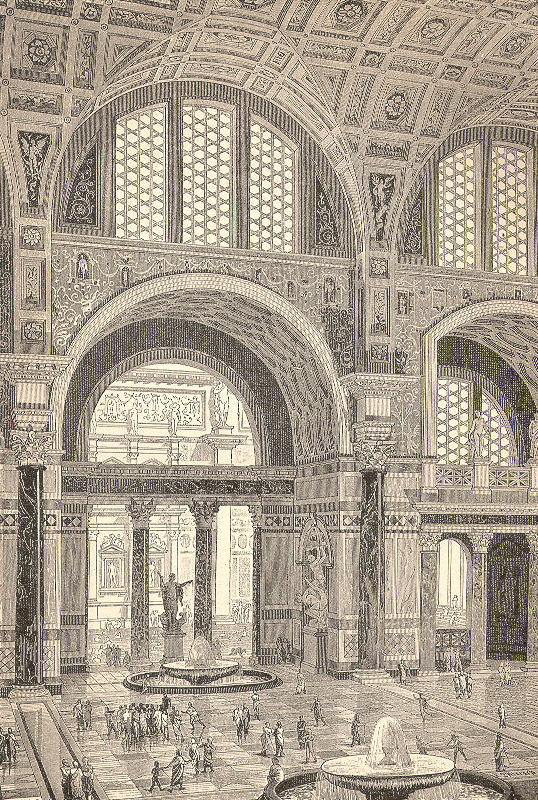
Reconstructie van het interieur

## Decoraties
De thermen van Caracalla waren rijk gedecoreerd. Veel muren waren bekleed met marmer, mozaïeken of geschilderde stucco. Twee derde van de vloer was bedekt met vloermozaïeken. Er zouden zeer veel sculpturen geweest zijn, want naast vrijstaande beelden wordt gedacht dat de 108 nissen gevuld waren met sculpturen. De vloeren van de vier hoofdruimtes, die op de centrale as van het gebouw liggen, waren bedekt met marmer. De mozaïeken waren voornamelijk geometrisch. Er zijn twee typen mozaïeken te onderscheiden; zwart/witte en gekleurde mozaïeken. Een voorbeeld van een gekleurd mozaïek is het atletenmozaïek, dat nu in het Vaticaans museum te bezichtigen is. Van de sculpturen zijn de Hercules Farnese en de Stier van Farnese twee beroemde voorbeelden. Beide staan in de hal van de Thermae van Caracalla in het Nationale Archeologische Museum in Napels. De twee genoemde sculpturen zijn in het bezit van Alessandro Farnese gekomen, ten tijde van zijn pausschap. Hij was de eerste die kunst uit de Thermen van Caracalla systematisch ging verzamelen. In 1546 vond hij de Hercules Farnese zonder benen. De benen werden gerestaureerd en pas in de 19e eeuw werden ze vervangen door de eerder gevonden originelen. De sculptuur was al een Romeinse kopie naar een bronzen origineel van Lysippus. In de thermen van Caracalla bevond de Hercules Farnese tussen die pilaren van het frigidarium. De Hercules Farnese is een 3.17 meter hoge marmeren sculptuur. De afgebeelde man is Hercules als held van het mythologische verhaal de Dodekathlos, waarin hij 12 onmenselijk zware werken moet verrichten. De Stier van Farnese beeldt een van deze werken uit. Hercules heeft de opdracht gekregen een door Poseidon razend gemaakte stier van het eiland Kreta te halen. Het vangen van de stier is afgebeeld in de 5 meter hoge marmeren sculptuur. Deze is vervaardigd naar een origineel van Apollònios en Taurìscos. De locatie van de Stier van Farnese in de thermen van Caracalla was in het oostelijke palaestrum. Een granieten bekken uit de thermen van Caracalla is in de Boboli-tuinen te Florence geplaatst.